# Бандерас, Антонио
Хосе́ Анто́нио Доми́нгес Банде́ра (исп. José Antonio Domínguez Bandera; род. 10 августа 1960, Малага, Андалусия), известный в профессиональном плане как Анто́нио Банде́рас (исп. Antonio Banderas) — испанский актёр кино, телевидения, мюзиклов и озвучивания, кинорежиссёр. Известный своими работами в фильмах нескольких жанров, он получил различные награды, в том числе премию Каннского кинофестиваля и Европейскую кинопремию, в дополнение к номинациям на премию «Оскар», премию «Тони», две премии «Эмми Прайм-тайм» и пять премий «Золотой глобус».

## Ранние годы
Хосе Антонио Домингес Бандера родился в Малаге на юге Испании 10 августа 1960 года в семье школьной учительницы Аны Бандера Гальего (1933—2017) и Хосе Домингеса Прието (1920—2008), офицера испанской Гражданской гвардии. У него есть младший брат Франциско Хавьер. Актёр взял фамилию матери в качестве сценического имени.
В детстве Бандерас мечтал стать футболистом, так как в школе футбол был одним из основных его хобби, в котором он, к тому же, весьма преуспел. Однако приоритеты мальчика немного сместились после того, когда он сломал ногу. В 16 лет он посмотрел мюзикл «Волосы» в исполнении труппы местного театра Малаги. Находясь под впечатлением, он поступил в актёрскую школу и присоединился к одному из театральных коллективов города.

## Карьера
Дебют Бандераса на большом экране состоялся в 1982 году — Педро Альмодовар пригласил его в свой фильм «Лабиринт страстей», его первый гонорар составил около 100 000 песет. Актёр продолжал сниматься в большом количестве испанских фильмов разного масштаба, но именно ленты Альмодовара способствовали его значительному профессиональному росту. В 1985 году очередной толчок карьере Бандераса придала лента Альмодовара «Матадор», а вскоре вышли ещё несколько их совместных картин.

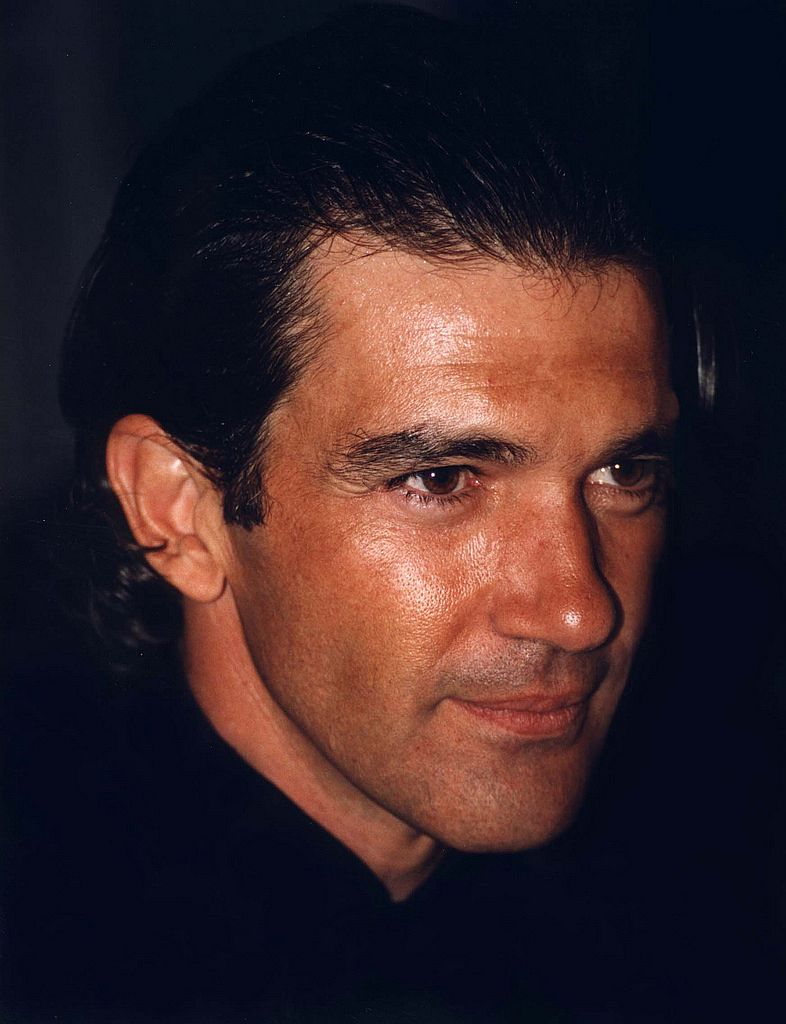
Антонио Бандерас в 1997 году

К началу 1990-х годов Бандерас решил пробивать себе дорогу за пределами испанского кинематографа — первый фильм, снискавший некоторую известность в других странах, был «Короли мамбо» (1992). Первым же серьёзным шагом в Голливуде стала роль партнёра героя Тома Хэнкса в оскароносной «Филадельфии». Затем было «Интервью с вампиром» с Томом Крузом и Брэдом Питтом, «Четыре комнаты» и «Отчаянный» Роберта Родригеса, принесший Бандерасу популярность во всём мире.
С 1995 по 1999 год Антонио снялся более чем в 10 картинах, наиболее популярными из которых были «Эвита» с Мадонной и «Маска Зорро» с Кэтрин Зета-Джонс. За оба фильма он был номинирован на «Золотой глобус». «Бей в кость» и «Тринадцатый воин» провалились в коммерческом и художественном аспектах.
В 1999 году Бандерас решил попробовать себя в качестве режиссёра, сняв свою супругу Мелани Гриффит в фильме «Женщина без правил». Фильм был встречен критиками довольно сдержанно — Бандерас был явно далёк от проблем Америки 1960-х годов, освещавшихся в картине.
Актёрская же карьера Бандераса продолжала набирать обороты — сотрудничество Бандераса с Робертом Родригесом, вылившееся в своё время в мегапопулярного «Десперадо», имело не менее успешное продолжение — трилогия о «Детях шпионов» пользовалась большой любовью зрителей по всему миру. Пользуясь этим, Родригес решил выпускать по одной ленте про маленьких агентов в год — до тех пор, пока главные актёры не вырастут из экранных образов.

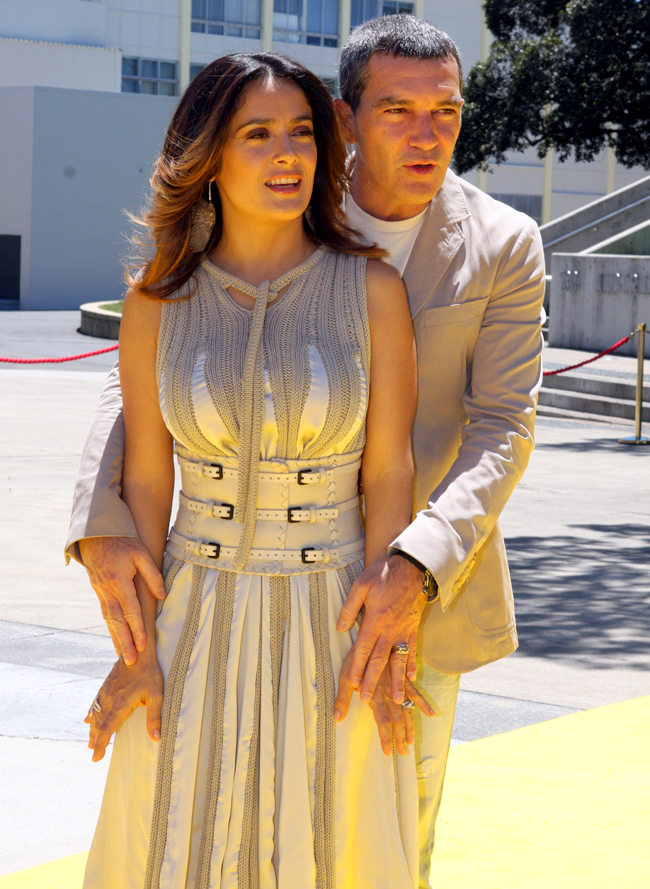
Антонио Бандерас и Сальма Хайек на премьере фильма «Кот в сапогах», 2011 год

Озвучка Бандерасом Кота в сапогах в мультфильмах «Шрек 2», «Шрек Третий» и «Шрек навсегда» сделали персонажа весьма популярным. В 2003 году Родригес снял две ленты с участием Бандераса, ставшие заключительными работами каждая в своей трилогии — «Дети шпионов 3» и «Однажды в Мексике» стали одними из самых долгожданных картин года. В 2006 году Бандерас выступил в роли режиссёра, сняв в родной Малаге фильм «Летний дождь».
Вышедший в 2011 году триллер «Кожа, в которой я живу» ознаменовал возобновление сотрудничества Бандераса с Педро Альмодоваром. Оба не работали вместе с 1990 года. По данным агентства Associated Press, производительность Бандераса «является одной из самых высоких за последнее время». В этом же году он вновь озвучил Кота в сапогах в спин-оффе мультфильма «Шрек» «Кот в сапогах». В озвучке также приняла участие Сальма Хайек, работавшая вместе с Бандерасом уже в шестой раз.
В 2014 году снялся в «Неудержимые 3», напомнив амплуа своих предыдущих лент, где он играл супергероя.
В 2019 году Бандерас получил широкое признание за главную роль в драме «Боль и слава», воссоединившей его с Педро Альмодоваром. Роль переживающего творческий кризис режиссёра принесла ему приз Каннского кинофестиваля за лучшую мужскую роль, премию «Гойя», награды критиков Нью-Йорка и Лос-Анджелеса, а также номинации на «Оскар», «Золотой глобус», «Выбор критиков» и «Спутник».

## Личная жизнь

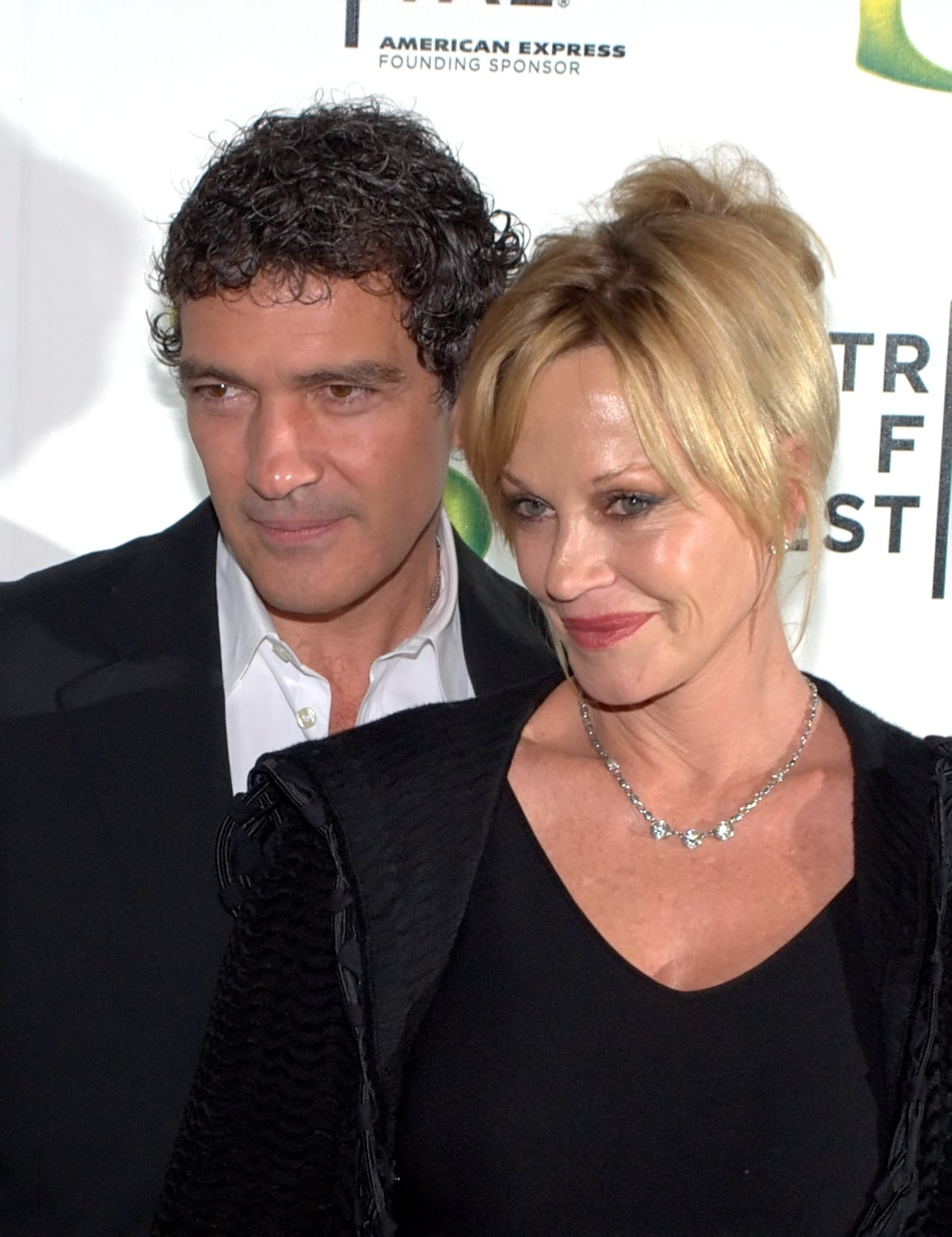
Бандерас с Мелани Гриффит на премьере мультфильма «Шрек навсегда» в 2010 году

В 1987—1996 годах Бандерас был женат на Ане Лесе.
На съёмках фильма «Двое — это слишком» в 1995 году он встретил актрису Мелани Гриффит. Они поженились 14 мая 1996 года в Лондоне. Их дочь, Стелла дель Кармен Бандерас Гриффит, родилась 24 сентября 1996 года. В июне 2014 года Гриффит подала на развод, в качестве причины развода указав «непримиримые разногласия». Бракоразводный процесс был завершён в декабре 2015 года.
Бандерас проживает в графстве Суррей, Англия.
Бандерас поддерживает Испанскую социалистическую рабочую партию. В мае 2010 года Бандерас получил звание почётного доктора от Малагского университета. Является поклонником футбольного клуба «Малага».
Антонио Бандерас серьёзно занимается виноделием, он владеет виноградником в своей родной Испании, до покупки этот участок назывался Bodegas Anta Natura, но сейчас по условиям совладения и контракту он сменил название и стал именоваться Anta Banderas. Имеет бренд духов и ароматов со своим именем, которым управляет испанская компания Puig — производитель модной одежды и парфюмерии. В 2010 году владел командой Jack & Jones by Antonio Banderas, выступавшей в мотогонках MotoGP, в классе Moto 2.
В 2015 году Антонио Бандерас стал студентом британского колледжа Сentral Saint Martins, образовательным направлением которого являются мода и дизайн.
Ранее Бандерас сообщал, что давно подумывает о поступлении в данное учебное заведение. «Это одна из лучших школ в мире. Я чувствую себя очень молодым, вновь садясь за парту. Конечно, я не прекращу свою профессиональную деятельность, но это будет нечто совершенно новое», — рассказал актёр в эфире телешоу Loose Women на британском канале ITV. В мае 2016 года было объявлено о коллаборации Бандераса и бренда Selected. В её рамках актёр выступил дизайнером и разработал мужскую коллекцию одежды осенне-зимнего сезона 2016/2017.
10 августа 2020 года Антонио Бандерас сообщил, что его тест на коронавирус дал положительный результат. Актёр отметил, что он «относительно здоров, только немного более устал, чем обычно», надеется выздороветь «как можно скорее по медицинским показаниям».

## Избранная фильмография

### Актёрские работы
| Год  |     | Русское название                          | Оригинальное название                              | Роль                         |
| ---- | --- | ----------------------------------------- | -------------------------------------------------- | ---------------------------- |
| 1982 | ф   | Накладные ресницы                         | Pestañas postizas                                  | Хуан                         |
| 1982 | ф   | Лабиринт страстей                         | Laberinto de pasiones                              | Садес                        |
| 1984 | ф   | Ходули                                    | Lоs zancos                                         | Альберто                     |
| 1985 | ф   | Реквием по испанскому крестьянину         | Réquiem por un campesino español                   | Пако                         |
| 1986 | ф   | Бред любви                                | Delirios de Amor                                   | любовник Хайме               |
| 1986 | ф   | Матадор                                   | Matador                                            | Анхель                       |
| 1987 | ф   | Закон желания                             | La ley del deseo                                   | Антонио Бенитес              |
| 1988 | ф   | Женщины на грани нервного срыва           | Mujeres al borde de un ataque de nervios           | Карлос                       |
| 1988 | ф   | Батон-Руж                                 | Bâton rouge                                        | Антонио                      |
| 1989 | ф   | Если они скажут, что ты чувствуешь        | Si te dicen que caí                                | Маркос                       |
| 1989 | ф   | Белая голубка                             | La blanca paloma                                   | Марио                        |
| 1990 | ф   | Свяжи меня!                               | ¡Átame!                                            | Рикки                        |
| 1990 | ф   | Против ветра                              | Contra el viento                                   | Хуан                         |
| 1992 | ф   | Женщина под дождём                        | Una mujer bajo la lluvia                           | Мигель                       |
| 1992 | ф   | Короли мамбо                              | The Mambo Kings                                    | Нестор Кастильо              |
| 1993 | ф   | Стреляй!                                  | ¡Dispara!                                          | Маркос                       |
| 1993 | ф   | Дом духов                                 | The House Of The Spirits                           | Педро Терсеро Гарсиа         |
| 1993 | ф   | Филадельфия                               | Philadelphia                                       | Мигель Альварес              |
| 1993 | ф   | Его звали Бенито                          | Il giovane Mussolini                               | Бенито Муссолини             |
| 1994 | ф   | Интервью с вампиром                       | Interview with the Vampire: The Vampire Chronicles | Арман                        |
| 1995 | ф   | Рапсодия Майами                           | Miami Rhapsody                                     | Антонио                      |
| 1995 | ф   | Четыре комнаты                            | Four Rooms                                         | мексиканский гангстер        |
| 1995 | ф   | Наёмные убийцы                            | Assassins                                          | Мигель Бэйн                  |
| 1995 | ф   | Никогда не разговаривай с незнакомцами    | Never Talk To Strangers                            | Тони Рамирес                 |
| 1995 | ф   | Отчаянный                                 | Desperado                                          | Эль-Мариачи                  |
| 1995 | ф   | Двое — это слишком                        | Two Much                                           | Арт Додж                     |
| 1996 | ф   | Эвита                                     | Evita                                              | Че                           |
| 1998 | ф   | Маска Зорро                               | The Mask of Zorro                                  | Алехандро Мурьетта / Зорро   |
| 1999 | ф   | Тринадцатый воин                          | The 13th Warrior                                   | Ибн Фадлан                   |
| 1999 | ф   | Бей в кость                               | Play It to the Bone                                | Сесар Домингес               |
| 1999 | ф   | Парень с Белой Реки                       | The White River Kid                                | Моралес Питтман              |
| 2001 | ф   | Дети шпионов                              | Spy Kids                                           | Грегорио Кортес              |
| 2001 | ф   | Тело                                      | The Body                                           | Отец Мэтт Гутьеррес          |
| 2001 | ф   | Соблазн                                   | Original Sin                                       | Луис Антонио Варгас          |
| 2002 | ф   | Баллистика: Экс против Сивер              | Ballistic: Ecks vs. Sever                          | агент Джеремиа Экс           |
| 2002 | ф   | Дети шпионов 2: Остров несбывшихся надежд | Spy Kids 2: Island of Lost Dreams                  | Грегорио Кортес              |
| 2002 | ф   | Роковая женщина                           | Femme Fatale                                       | Николас Бардо                |
| 2002 | ф   | Фрида                                     | Frida                                              | Хосе Давид Альфаро Сикейрос  |
| 2003 | ф   | Мечтая об Аргентине                       | Imagining Argentina                                | Карлос Руэда                 |
| 2003 | ф   | Дети шпионов 3: Игра окончена             | Spy Kids 3-D: Game Over                            | Грегорио Кортес              |
| 2003 | ф   | Однажды в Мексике                         | Once Upon a Time in Mexico                         | Эль-Мариачи                  |
| 2003 | ф   | Панчо Вилья                               | And Starring Pancho Villa as Himself               | Панчо Вилья                  |
| 2004 | мф  | Шрек 2                                    | Shrek 2                                            | Кот в сапогах                |
| 2005 | ф   | Легенда Зорро                             | The Legend of Zorro                                | Алехандро де ла Вега / Зорро |
| 2006 | ф   | Держи ритм                                | Take the Lead                                      | Пьер Дюлэйн                  |
| 2006 | ф   | Пограничный городок                       | Bordertown                                         | Альфонсо Диас                |
| 2007 | мф  | Шрек Третий                               | Shrek the Third                                    | Кот в сапогах                |
| 2007 | мф  | Шрек Мороз, зелёный нос                   | Shrek The Halls                                    | Кот в сапогах                |
| 2008 | ф   | Новый парень моей мамы                    | My Mom's New Boyfriend                             | Томми                        |
| 2008 | ф   | Кодекс вора                               | The Code                                           | Габриэль Мартин              |
| 2008 | ф   | Другой мужчина                            | The Other Man                                      | Ральф                        |
| 2010 | мф  | Шрек навсегда                             | Shrek Forever After                                | Кот в сапогах                |
| 2010 | ф   | Большой выстрел                           | The Big Bang                                       | Крус                         |
| 2010 | ф   | Ты встретишь таинственного незнакомца     | You Will Meet a Tall Dark Stranger                 | Грэг                         |
| 2011 | мф  | Кот в сапогах                             | Puss in Boots                                      | Кот в сапогах                |
| 2011 | ф   | Чёрное золото                             | Or noir                                            | Эмир Несиб                   |
| 2011 | ф   | Кожа, в которой я живу                    | La piel que habito                                 | хирург Роберт Ледгард        |
| 2012 | ф   | Нокаут                                    | Haywire                                            | Родриго                      |
| 2012 | ф   | Руби Спаркс                               | Ruby Sparks                                        | Морт                         |
| 2013 | ф   | Мачете убивает                            | Machete Kills                                      | Эль Камалеон 4               |
| 2013 | ф   | Я очень возбуждён                         | Los amantes pasajeros                              | Леон                         |
| 2013 | мф  | Джастин и рыцари доблести                 | Justin and the Knights of Valour                   | сэр Клорекс                  |
| 2014 | ф   | Неудержимые 3                             | The Expendables 3                                  | Гальго                       |
| 2014 | ф   | Страховщик                                | Autómata                                           | Джек                         |
| 2015 | мф  | Губка Боб в 3D                            | The SpongeBob Movie: Sponge Out of Water           | Бургерная Борода             |
| 2015 | ф   | Рыцарь кубков                             | Knight of Cups                                     | Тонио                        |
| 2015 | ф   | 33                                        | The 33                                             | Марио Сепульведа             |
| 2016 | ф   | Альтамира                                 | Altamira                                           | Марселино Санс де Саутуола   |
| 2017 | ф   | Чёрная бабочка                            | Black Butterfly                                    | Пол                          |
| 2017 | ф   | Охранник                                  | Security                                           | Эдди Дикон                   |
| 2017 | ф   | Цепной пёс                                | Bullet Head                                        | Блу                          |
| 2017 | ф   | Отпетый мачо                              | Gun Shy                                            | Генри                        |
| 2017 | ф   | За гранью реальности                      | За гранью реальности                               | Гордон                       |
| 2017 | ф   | Обет молчания                             | Acts of Vengeance                                  | Фрэнк                        |
| 2017 | ф   | Музыка тишины                             | La musica del silenzio                             | Маэстро                      |
| 2018 | мтф | Гений                                     | Genius                                             | Пабло Пикассо                |
| 2018 | ф   | Сама жизнь                                | Life Itself                                        | мистер Саккони               |
| 2019 | ф   | Боль и слава                              | Dolor y gloria                                     | Сальвадор Майо               |
| 2019 | ф   | Прачечная                                 | The Laundromat                                     | Рамон Фонсека                |
| 2020 | ф   | Удивительное путешествие доктора Дулиттла | The Voyage of Doctor Dolittle                      | Рассоули                     |
| 2021 | ф   | Телохранитель жены киллера                | The Hitman’s Wife’s Bodyguard                      | Аристотель Пападопулос       |
| 2021 | ф   | Главная роль                              | Competencia oficial                                | Феликс Риверо                |
| 2022 | ф   | Анчартед: На картах не значится           | Uncharted                                          | Сантьяго Монкада             |
| 2022 | ф   | Месть Банши                               | Code Name Banshee                                  | Калеб                        |
| 2022 | ф   | Барракуда                                 | The Enforcer                                       | «Барракуда»                  |
| 2022 | мф  | Кот в сапогах: Последнее желание          | Puss in Boots: The Last Wish                       | Кот в сапогах                |
| 2023 | ф   | Индиана Джонс и Колесо судьбы             | Indiana Jones and the Dial of Destiny              | старый друг Индианы Джонса   |
| 2023 | ф   | Путешествие в Вифлеем                     | Journey to Bethlehem                               | Ирод                         |
| 2024 | ф   | Охота на киллера                          | Cult Killer                                        | Майкил Таллини               |
| 2024 | ф   | Команда зачистки                          | The Clean Up Crew                                  | Габриэль                     |
| 2024 | ф   | Плохая девочка                            | Babygirl                                           | Джекоб                       |
| 2024 | ф   | Приключения Паддингтона 3                 | Paddington in Peru                                 | Хантер Кэбот                 |

### Режиссёрские работы
- 1999 — Женщина без правил / Crazy in Alabama
- 2006 — Летний дождь / El camino de los ingleses